# De'ang
Los de'ang (chino: 德昂族; pinyin: déáng zú) son una minoría étnica, una de las 56 oficialmente reconocidas por el gobierno de la República Popular China. A pesar de ser muy pocos, unos 15 000, los miembros de este pueblo se encuentran muy repartidos dentro de la provincia de Yunnan.

## Idioma
El idioma de'ang pertenece al grupo de lenguas austroasiáticas. Se trata de un idioma que no tiene un sistema de signos escritos, por lo que muchos de'ang han aprendido el chino, el idioma dai o el de los jingpo.

## Historia
Antes de la dinastía Qing, los de'ang eran conocidos como pu, en relación con su origen, ya que son descendientes del antiguo pueblo de este nombre. Durante las dinastías Sui y Tang se les llamó mangman ("los bárbaros man").
Este pueblo ha estado sometido a las dinastías Han, Jin y a los reinos de Dali y Nanzhou. A partir de la dinastía Yuan, el pueblo de los de'ang quedó bajo el control de la minoría dai.
En la antigüedad fue uno de los pueblos más poderosos de la región aunque poco a poco fue entrando en declive y acabó oprimido por otras tribus. En 1949 recibieron el nombre de benglong y no fue hasta 1985 que se les dio su nombre actual de De'ang, a petición de los propios miembros de esta etnia.

## Cultura
La mayoría de las viviendas de los de'ang están fabricadas en bambú, con estructura de madera. Las puertas de las casas se abren siempre hacia el este. Cada familia tiene su propia vivienda que suele contar con dos pisos de altura. Mientras que el primer piso se utiliza como granero y establo, el segundo sirve como vivienda familiar.
Las mujeres de este pueblo visten de formas distintas según la zona en la que residan. Normalmente visten con chaquetas cortas, en color negro o blanco, decoradas con borlas de terciopelo de diferentes colores. La falda, con dibujos en blanco y rojo, es más utilizada que los pantalones. 
Los hombres visten chaquetas cortas en colores azul o blanco y pantalones anchos y largos. Cubren sus cabezas con pañuelos de olocr blanco o negro. En algunas zonas, los hombres realizan tatuajes en su cuerpo que representan tigres, cirevos, pájaros o flores.

## Religión
Los de'ang practican el budismo tibetano y en la mayoría de los poblados se puede encontrar un templo budista. El budismo está presente en todos los actos cotidianos de este pueblo. A partir de los 10 años, muchos niños son enviados a los monasterios. La mayoría de ellos regresa a la vida laica años después.
- Datos: Q878275
- Multimedia: De'ang people / Q878275